# Optický klam
Optický klam, jinak nazývaný také optická iluze, je nesprávné nebo matoucí vnímání reality. Oko snímá nějaký obrázek, ale mozek ho interpretuje jinak, než jak je opravdu zobrazen. Člověk pak například na obrázku vidí něco, co na něm vůbec zobrazeno není. Zkreslující vliv mohou mít i neurony vedoucí z oka do mozku.
Většina optických klamů je postavena na matení lidského mozku barvou (například Hermannova mřížka) nebo tvarem. Velkou skupinu klamů tvoří dvojsmyslné obrázky, které při zaměření na různé prvky lze vnímat více způsoby. Jiné klamy jsou založeny na špatném zobrazení nebo chybném vnímání perspektivy nebo prostorového vnímání.
| „           | Iluze jsou krásným oknem vedoucím do zrakového vnímání, protože dokáží odhalit skryté překážky v systému vnímání způsobem, který je pro normální proces nemožný. | “ |
| — Al Seckel | |   |

## Rozdělení optických iluzí
Klamy by se daly rozdělit do několika kategorií. 

### Fyzikální iluze
Objektivní klamy, které jsou vyvolány lomem a odrazem světla v atmosféře, jejíž hustota se spojitě mění. Jedná se například o fata morgánu nebo o zapadající slunce. Někdy se v přírodě objevují stíny a odrazy za pozoruhodných okolností. Podobně se na rozpáleném asfaltu silnic zjevují v suchých dnech zrcadlové iluze mokrých skvrn a kaluží, které nejsou ničím jiným než odrazy oblohy nebo silničních přemostění. Rozdílné teplé vrstvy vzduchu fungují jako zrcadla nad hlavou nejen v pouštích, ale někdy ukážou městu jeho vlastní odraz na obloze.
Klasickým příkladem této kategorie je rčení "Hůl do vody ponořená, zdá se býti nalomená". Jev způsobený refrakcí prozkoumal již kolem roku 150 Klaudios Ptolemaios, který také položil základy tohoto rozdělení.

### Fyzologické iluze

Hermannova mřížka - V kříženích se náhodně objevují tmavé plošky

Vlny iluzi zruší

Subjektivní klamy se mohou u různých jedinců nebo v průběhu času významně lišit, ale nelze je plně potlačit vědomým úsilím. Patří k nim například přetrvání zrakového vjemu na sítnici po náhlé změně barvy, kontrastu nebo jasu pozorovaného objektu, čili paobraz. Některé z dalších jevů nejsou dosud uspokojivě vysvětleny a tato kategorie se zatím částečně prolíná s následující. 
Dobrou ilustrací je právě Hermannova mřížka, která byla popsána v roce 1870, po necelém století úspěšně fyzologicky vysvětlena, jenže o necelé půlstoletí později byla tato teorie značně narušena vlnobitím.

### Kognitivní iluze
Většina vjemů je relativních. Podobně jako, když vložíme jednu ruku do umyvadla s horkou a druhou do umyvadla se studenou vodou, pak je vytáhneme a vnoříme do vlažné vody. Každá ruka vyšle reakci, která bude závislá na její bezprostředně minulé zkušenosti, nikoli na objektivním vjemu. Vnímání objektů tudíž není absolutní. Podléháme klamům kontrastů, které nás přesvědčují o něčem, co ve skutečnosti neexistuje. Podle úhlu pozorování může obraz vykazovat jednu nebo více linií. Objekty, jež vnímáme ve výrazných obrysech, se ukazují jako konstrukce našeho mozku. A některé příklady nám před očima dokazují, že zejména hodnocení barev je relativní.

## Psychologie optického klamu
K optickým iluzím dochází díky zrakovým receptorům, které umožňují zpracování zrakových vjemů. Na oční sítnici jich je asi 130 miliónů. Receptory jsou spojeny mezičlánky s nervovými vlákny, která se spojují do zrakového nervu. V místě, kde zrakový nerv opouští oko směrem k mozkové kůře, se nachází asi dvoumilimetrové místo, kde nejsou žádné receptory. Tato takzvaná slepá skvrna způsobuje naše matoucí vnímání.
Vytváření obrazu probíhá ve dvou fázích. V první fázi probíhají chemické a fyzikální procesy. Oko přijímá elektromagnetickou energii. Receptory v oku tuto energii přeměňují na nervové stimuly, které jsou dál vedeny očním nervem do mozku. Optické stimuly se zpracovávají a vyhodnocují v mozkové kůře a to teprve umožní jejich rozeznávání. Při interpretaci těchto stimulů využívá mozek jednak zkušenosti už jednou naučené a jednak vyhodnocuje další informace, jež se do mozku dostávají prostřednictvím jiných smyslových orgánů. Neznamená to však, že stejný objekt je vždy vnímán stejným způsobem. Názorným příkladem je zapadající slunce.Velikost slunce se fakticky nemění, ale rozdílné velikosti nám zprostředkuje náš mozek. Důvodem je skutečnost, že objekty nevnímáme izolovaně, ale v kontextu s jejich okolím. Na obloze totiž chybí odpovídající měrná hodnota, proto slunce vypadá spíš menší. Naproti tomu na horizontu nám jako srovnávací veličina slouží například stromy. V porovnání s nimi vypadá slunce větší než na obloze.
Některé obrazy nepatří do naší každodenní zkušenosti, proto náš mozek interpretuje optické signály nejprve špatně. Některé iluze mají fyzikální vysvětlení jako například lom předmětu ve vodě či tekutý asfalt.

### Gestalt psychologie
Optickými klamy se zabývá gestalt psychologie, která zformulovala základní vlastnosti vnímání tzv. tvarové zákony. Mezi ně řadíme například pojmy: centrace figury před pozadím, reverzibilní figury (záměrně uspořádány tak, aby se pozadí mohlo stát figurou a naopak, dochází ke střídání figury a pozadí). Dále tendence seskupovat vnímané podněty do smysluplných celků a také díky zákonu podobnosti přiřazování objektů k sobě. Podobné objekty vnímáme jako celky. Tento zákon je dokonce silnější než zákon blízkosti.

### Iluze tvaru
Neboli také geometrické klamy, do kterých patří například tzv. zdánlivá zkreslení. Princip iluzí zdánlivého zkreslení spočívá v tom, že oko vnímá stejné vzdálenosti jako různé a nutí vás vidět perspektivu tam, kde ve skutečnosti vůbec není. Do této skupiny patří geometrické klamy založené na kontrastu délky, rozměrů a velikosti, případně iluze úhlů. Příkladem může být Fraserova spirála, ve které vám oko tvrdí, že vidí spirálu, ale přitom se jedná o kruhy. Mezi geometrické klamy také patří například klam Ewalda Heringa, Franz Müller-Lyerova iluze a klam Johanna Christiana Poggendoffa.

### Iluze pohybu
Pohybové klamy způsobují, že oko vidí v pohybu obrázky, které jsou ve skutečnosti statické. Příčin jejich vzniku může být hned několik: asymetrické přechody kontrastu, jasnosti nebo barev, bezděčné oční pohyby či tvarové uspořádání. Do pohybu obrázky uvádí jen náš mozek. Odpovědné jsou za to zejména dvě vlastnosti vnímání. Obrazy působí na naši sítnici se zpožděním přibližně 0,06 až 0,1 sekundy. Od frekvence asi 18 obrazů za sekundu se jednotlivé obrazy spojují dohromady a my je vnímáme jako pohyb. Za leckterou iluzi pohybu je stejně jako v kině odpovědná setrvačnost lidského oka. Dalším důvodem zdánlivého pohybu jsou kontrasty barev a různé intenzity jasnosti, protože směr pohybu určují stupně intenzity světlosti (od černé po bílou). Tak vznikají fascinující pohyblivé obrazy. Velmi významným představitelem je Akiyoshi Kityoka.
Zdánlivý pohyb skvrn při pozorování obrázku s názvem Kangai způsobují trhavé pohyby okohybných svalů. Části objektů pohybující se jako válce se mohou na krátkou dobu zastavit, když se budeme bez mrkání upřeně dívat do jednoho bodu. Jakmile se začnou oční víčka pohybovat, pohyb obrázku se zase obnoví. Výraz Kangai symbolizuje pohyb vody na rýžových polích v Japonsku. Jeho iluze fungují aniž byste museli pohybovat hlavou nebo obrázkem. Platí to i v případě obrazu nazvaného Koma 2006 (Káča 2006). Vypadá to, jako kdyby se kruhové objekty naskládané na sebe neustále rozšiřovaly a pulzovaly, a přece se plochy nezvětšují. Další známé dílo Akiyoshi Kityoky je například Rotsnake.

Rotsnake

### Iluze barev
Mezi dvě nejpočetnější skupiny zastoupené ve fyziologických klamech patří ty, které jsou založeny na iradiaci a kontrastu. Pod pojmem iradiace se skrývá trik v tom, že černé znaky na bílém pozadí vidí člověk menší než bílé znaky na černém pozadí ve stejné velikosti. Toto je způsobeno faktem, že každý svítící bod dráždí celou sítnici a nikoli jen jedno její místo a jasné hraničení se tak zdá být větší. Typickým zástupcem je Helmholtzův klam.
Jevy kontrastu oproti tomu vznikají při pozorování více ploch s různým stupněm jasu nebo ploch různě zbarvených. Platí také to, že předmět položený na jasném podkladě, se člověku jeví jako tmavší než tentýž na tmavém podkladě. Kontrast přitom může být barevný i černobílý. Do této skupiny klamů patří také Kanizsův trojúhelník, kde vnímáme bílý trojúhelník, který ovšem ve skutečnosti neexistuje. Kaniszovy trojúhelníky, které vytvořil Gaetano Kanisza, působivě ukazují, že je náš mozek schopný spojit naznačené obrysy do uzavřeného tvaru. Na obrázcích je vždy trojúhelník, který zdánlivě leží v popředí a my ho vnímáme působením kontrastního klamu „bělejší než bílý“ nebo „černější než černý.“ Je to zrakový klam založený na kontrastu. Vnímáme bílý trojúhelník, i když ve skutečnosti neexistuje. To je vysvětlováno tím, že mozek se snaží doplnit chybějící informace a má tendenci vytvořit ucelený vjem.

Kanizsovy trojúhelníky

Další jevy patřící mezi fyziologické klamy jsou například obrazy vznikající díky aktivitě sítnice po skončení jejího dráždění (například obrázek Ježíše Krista, jenž se vám potom promítne na zeď).

### Iluze perspektivy
Další skupinou jsou klamy perspektivní. Klam, který perspektiva vytváří, je tak intenzivní, že má na svědomí celou řadu zvláštních efektů. Budeme-li si před očima držet ruce a jedna z nich bude natažena úplně a druhá jen do poloviny, budou se nám zdát obě stejně velké. Je to jednoduše proto, že náš mozek ví, že jsou stejné. Přírodní národy nezvyklé na perspektivní zobrazení v umění nebo na městská panoramata vnímají většinu takovýchto iluzí výrazně slaběji. To naznačuje, že perspektivní klamy jsou v zásadě hypotézy tvořené v mozku.

### Nereálné obrazce
Vyobrazením těchto klamů vznikají dvě věci zároveň. Přeskakování mezi jednou a druhou interpretací není něčím, co by se mozku zvlášť líbilo. Takové přepínání pohledů fascinovalo Eschera, který tento jev zhmotnil a zpomalil v rytině Den a Noc z roku 1938. Černé a bílé pohledy se zde stávají vzájemnými pozadími jeden druhému.
Nemožné objekty podobným způsobem narušují naši jistotu o světě tím, jak si samy sobě nemožně odporují. Některé dávají smysl jen z jednoho úhlu pohledu. Například obraz Vodopád je jednou z dalších nereálných konstrukcí M. C. Eschera. Uprostřed je vidět vodopád, který uvádí do pohybu mlýnské kolo. To není nic nemožného. Ale sledujte průběh toku vody. Teče směrem dolů a od pozorovatele se vzdaluje. Nejvzdálenější bod by také měl být nejnižším bodem vodního toku. Ve skutečnosti je to však nejvyšší bod, z něhož voda znovu padá hluboko dolů.
Známí umělci jako M. C. Escher, István Orosz, Sandro Del-Prete nebo Oscar Reutersvärd vytvořili obrazy a objekty, jež uvedou naše neochvějné přesvědčení o funkčnosti fyzikálních zákonů do nejistoty. Někdy na první pohled nevidíme nic neobvyklého, čím víc se však začneme zabývat detaily, tím víc objevíme prvků, které zdánlivě vzdorují přírodovědným zákonům.
Iluzí a klamů také často využíval Salvador Dalí. V malbě z roku 1937, která je uměleckou realizací „objevu“, který Dalí zaznamenal při pozorování labutí na jezeře – zrcadlový obraz ptáků vykazuje velkou podobnost s hlavou slona. Proto se ve středu obrazu nacházejí tři labutě, jejichž odraz na hladké vodní ploše má podobu tří slonů.

### Dvojsmyslné obrázky

Dvě tváře nebo pohár?

U psychologických klamů si mozek vybírá z různých variant obrazu, který vidí, a ten následně na základě svých zkušeností zpracuje do nějakého smysluplného obrazu. Psychologické klamy se dají rozdělit na dvě skupiny, a to na dvojsmyslné iluze a na paradoxní iluze. Do této kategorie můžeme řadit klamné, vyhledávací a převrácené obrazy. Prostorové vidění je velice složitý a komplexní děj. Neboť naše trojrozměrná realita se na sítnice promítá jen jako dvojrozměrný obraz. Mozek musí toto vyobrazení dešifrovat a rekonstruovat jako trojrozměrné. Při tomto procesu nevzniká vždy jen jediná možnost interpretace. Kromě těchto existují i další fascinující obrazy, jež umožňují víc než jediný výklad. Jestli rozpoznáváte jednu svíci nebo dva profily, žábu nebo koně, jednu nebo více postav – není to „špatně“ nebo „dobře“, ale jedná se o rozličné varianty vnímání.

## Galerie

Penroseův trojúhelník
Variace Hermannovy mřížky. V průsečících se zdánlivě objevují a mizí černé tečky
Obdélník uprostřed má ve skutečnosti v celé šířce stejný odstín
Při přibližování a vzdalování hlavy od obrázku se kruhy zdánlivě otáčejí
Ve skutečnosti mají políčka A a B stejnou barvu

## Optické iluze v umění
Malířství i architektura využívají možnosti klamání zraku už od dob antiky a vytvářejí umělecká díla, která označujeme jako trompe-l'oeil (francouzsky ošal oko). Na malbách se například objevují zdánlivé předměty, objektem klamu se může stát sama malba, zvířata, lidé a předměty na nástěnných obrazech nebo fasádách domů. Jsou vyobrazeny tak věrně, že o jejich přítomnosti a existenci ani nepochybujeme. Oblíbeným motivem malířství trompe-l'oeil jsou namalovaná okna na dveře s pohledem na modrou oblohu, zelenou krajinu nebo výklenky zdí, fasád a stropů.
Iluzivní malířství zaznamenalo rozkvět se studiem nových technik a perspektivy od renesance, například v díle Andrey Mantegny. Mimořádné místo pak našlo při freskové výzdobě barokních chrámů, jejímž mistrem byl Andrea Pozzo. Optické iluze se uplatňovaly i v architektuře (Francesco Borromini), urbanismu a krajinářství, ale také v uměleckém řemeslu (např. kované mříže).

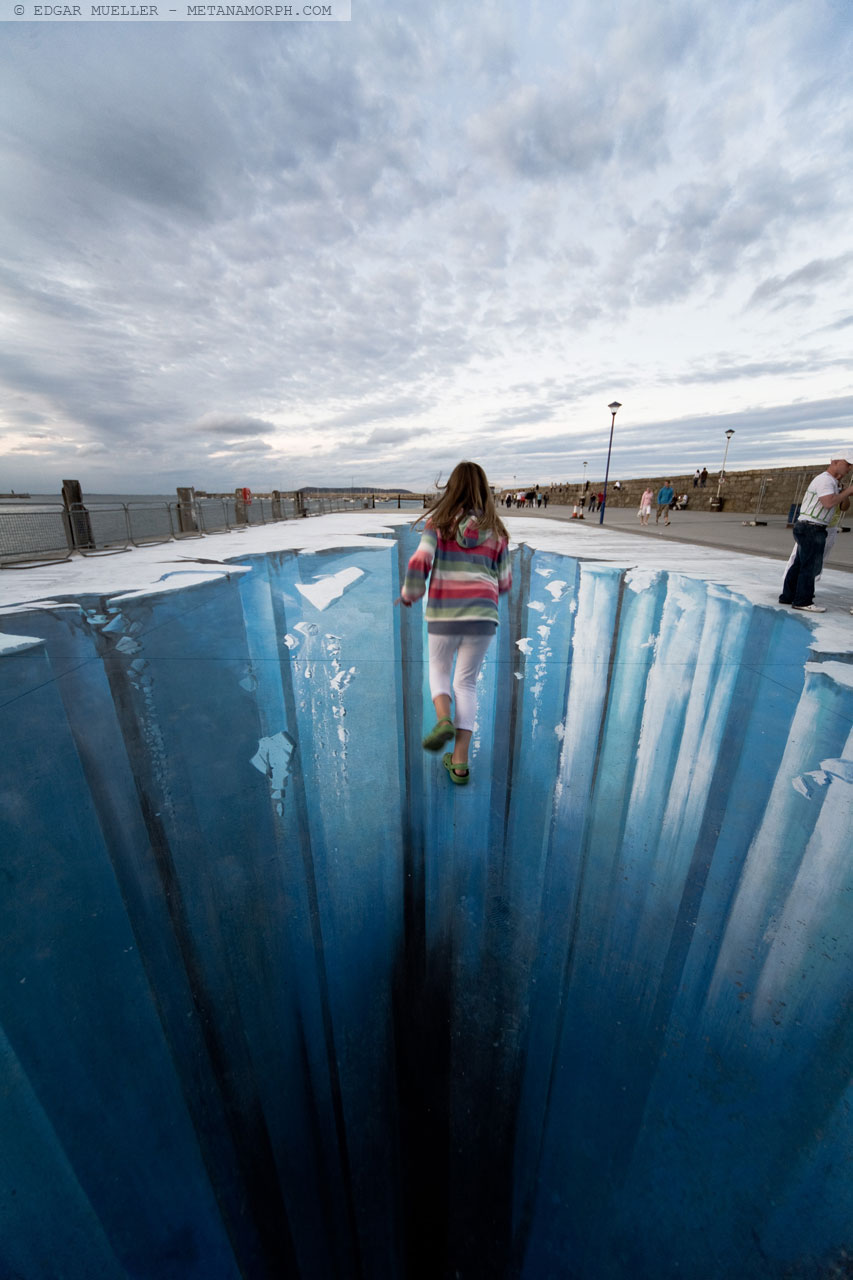
Edgar Müller: Propast

Dnes je velmi moderní využívat optických klamů ve street artu. Slavní street art malíři Edgar Müller, Manfred Stader a Gregor Wosik například vykouzlili pomocí extrémního zkreslení na vydlážděné ploše zdánlivě trojrozměrný objekt auta. Ovšem jeho vnímání záleží na úhlu pozorování. Podíváme-li se ze strany, ztratí tato optická iluze zcela svoji působnost. Z tohoto důvodu se kreslí vodorovné značení na silnici v protažené délce. Pokud se k těmto značkám blížíme jako účastník provozu, objeví se ve zcela normálních proporcích. Taková nepříliš komplexní, ale velice účinná a užitečná anamorfotická zobrazení jsou upravena pro úhel pohledu běžný pro účastníka silničního provozu. Na tyto značky se totiž normálně nikdo nedívá seshora.